# Памятник Н. М. Карамзину (Ульяновск)
Па́мятник Н. М. Карамзину — монумент, установленный в Симбирске в 1845 году в честь уроженца Симбирской губернии русского историка и писателя Николая Михайловича Карамзина. Автором проекта памятника является скульптор Самуил Иванович Гальберг, автором архитектурной части памятника — Константин Андреевич Тон.

## История создания монумента

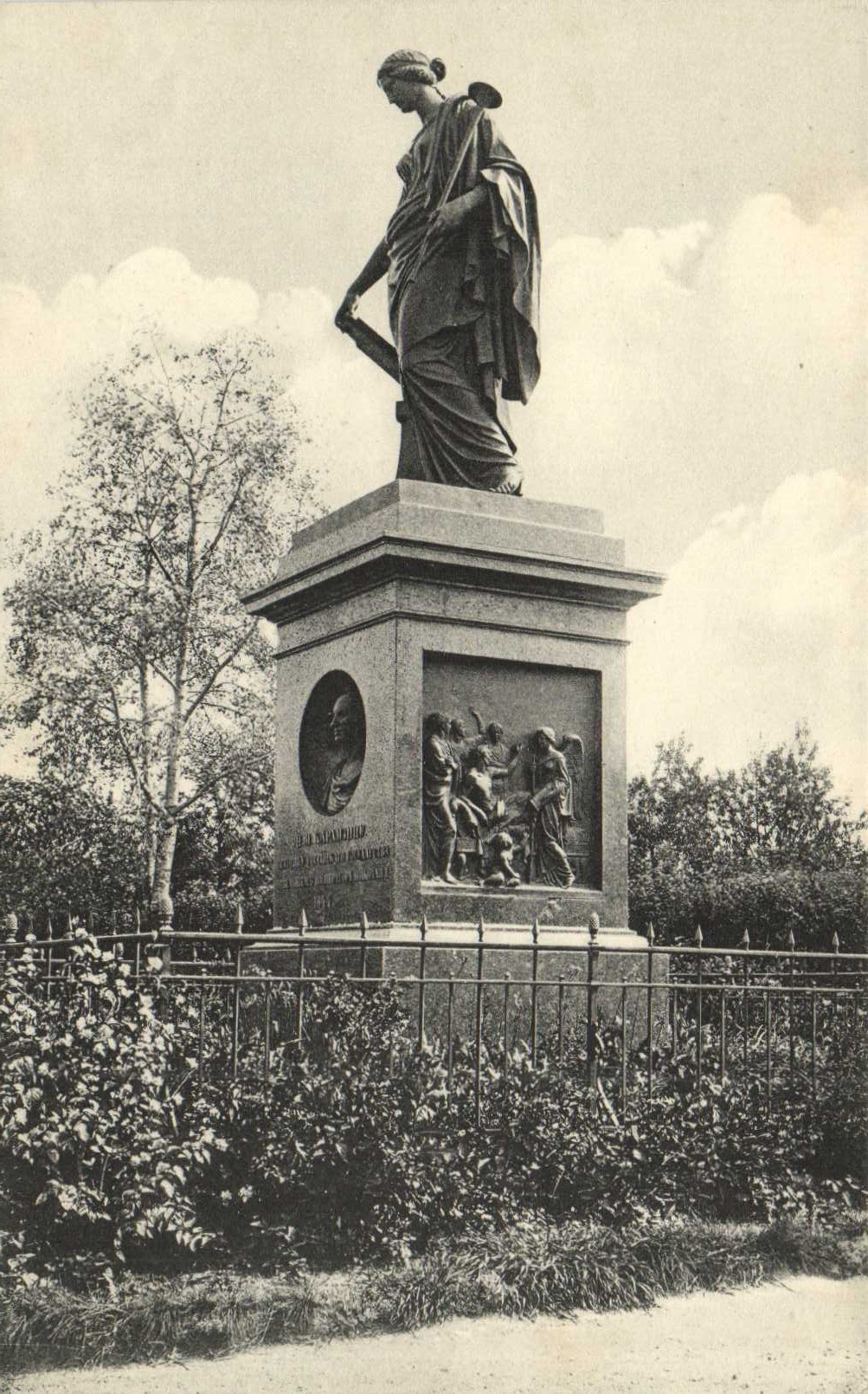
Памятник Н.М. Карамзину в конце XIX века.

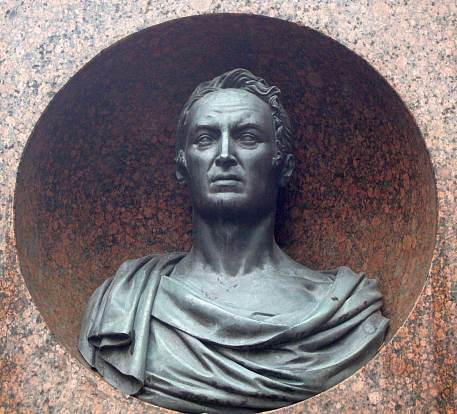
Бюст Н. М. Карамзина

13 июня 1833 года симбирский губернатор А. М. Загряжский от имени 38 симбирских дворян подал прошение императору Николаю I о создании в Симбирске памятника Н. М. Карамзину с открытием общеимперской подписки по сбору средств на его сооружение. Вскоре согласие было получено, были собраны значительные средства, но решение, каким быть памятнику, затянулось.
Император Николай I, побывавший 22 августа 1836 года в Симбирске, самолично указал местонахождение памятника и повелел: «Заключить с профессором Академии художеств Гальбергом контракт на сделание в течение трех лет…. означенный памятник с барельефами, за выпрошенную им цену в 91 800 рублей…» 550 пудов меди, нужных на сооружение памятника, отпускалось от казны.
Лишь через два года профессор Гальберг приступил к работе, но 10 мая 1839 года, Самуил Иванович Гальберг скончался, успев разработать проект памятника. Завершили дело профессора его ученики — выпускники Академии художеств: Н. А. Ромазанов, А. А. Иванов, П. А. Ставассер и К. М. Климченко. Статую музы Клио, покровительницы истории, выполнили А. А. Иванов и П. А. Ставассер. Один из горельефов и бюст Н. М. Карамзина вылепил Н. А. Ромазанов, другой горельеф — К. М. Климченко. Пьедестал красного гранита из Финляндии был изготовлен в Петербурге мастером С. Л. Анисимовым. Статуя Клио, бюст историографа и горельефы отливались в бронзе в литейной мастерской Академии художеств под руководством профессора барона П. К. Клодта.
Все детали памятника были доставлены в Симбирск в навигацию 1844 года, а следующей весной и летом были проведены работы по подготовке места и установке пьедестала. Памятник был торжественно открыт 22 августа 1845 года (по старому стилю).

## Размеры и композиция памятника

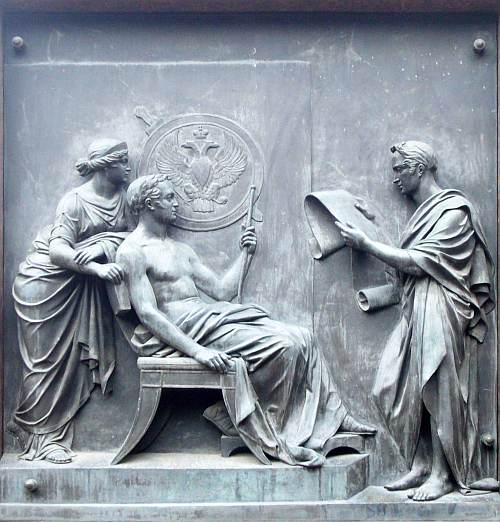
Северный горельеф. Скульптор К. М. Климченко

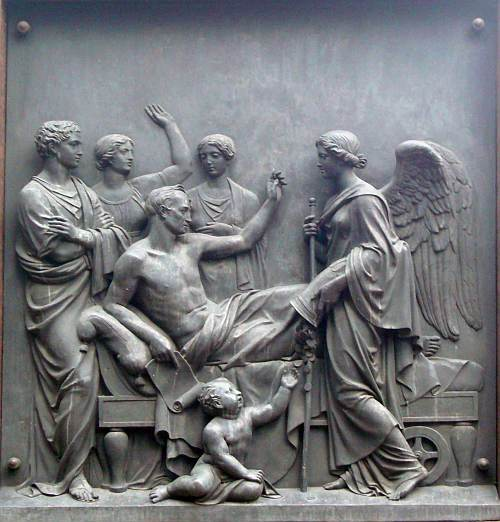
Южный горельеф. Скульптор Н. А. Рамазанов

Памятник был создан по обычаям того времени, в стиле классицизма. На пьедестале стоит величественная статуя музы истории Клио. Правой рукой она возлагает на жертвенник бессмертия скрижали «Истории государства Российского» — главного труда Н. М. Карамзина, а в левой держит трубу-фанфару, с помощью которой намерена вещать о славных страницах истории России.
В пьедестале памятника, в круглой нише, размещается бюст историка. Пьедестал украшен двумя горельефами. На северном К. М. Климченко изобразил Карамзина читающим отрывок из своей «Истории» Александру I в присутствии его сестры Екатерины Павловны, во время пребывания императора в Твери в 1811 году. На другом, скульптор Н. А Рамазанов, тоже в аллегорической форме, Николай Михайлович запечатлён на смертном одре в окружении своего семейства в тот момент, когда узнал о пожаловании ему Николаем I щедрого пенсиона. В соответствии с канонами классического стиля все фигуры памятника изображены в античных одеждах.
Надпись на пьедестале, выполненная накладными буквами, гласила:
«Н. М. Карамзину / историку Россiйского государства / повелѣнiемъ императора Николая I-го / 1844 годъ».
Общая высота монумента составляет 8,52 метра, из них высота пьедестала — 4,97 метра, статуи Клио — 3,55 метра.

## Дальнейшая история памятника
Первоначально памятник обнесли деревянной решеткой, а в 1855 году Аврора Карловна Карамзина, вдова старшего сына историографа Андрея Николаевича, погибшего в Крымской войне, в его память устроила богатую металлическую решётку с медными вызолоченными навершиями.
После грандиозного пожара Симбирска в 1864 году площадь вокруг памятника в 1866 году была окружена сквером, ограждённым, в свою очередь, чугунной решёткой на каменном фундаменте, ныне — Карамзинский сквер. В 1882 году были заасфальтированы пешеходные дорожки вокруг Карамзинского сквера, который вывозился из села Батраки (ныне г. Октябрьск), общества Сызранско-Печерской асфальтовой и горной промышленности.
В 1931 году возникла опасность сноса памятника. К этому времени были сбиты верхние позолоченные медные окончания оград, сделано несколько выколов гранита, уничтожена надпись пьедестала и свинцовая расчеканка гранитных швов. Один из граждан, в городской газете писал: «имею указать на крупный кусок [цветного] металла в „бросовом состоянии“ в Ульяновске. Это статуя из меди в Карамзинском саду… Статуя должна быть снята и употреблена на подшипники…». Памятник удалось отстоять благодаря принципиальной позиции, занятой директором Естественно-исторического музея П. Я. Гречкиным и городским архитектором Ф. Е. Вольсовым.
В 1944 году на пьедестал вернули заново отлитые на одном из местных заводов медные буквы текста надписи, но не в дореформенной орфографии, а в современной. В 1967 году памятник капитально отреставрировали. К сожалению, со времен реставрации окончание текста, «1844 годъ», было представлено как «1844 года». В этом искаженном виде мы видим надпись и поныне.
В 2020 году была произведена реконструкция сквера имени Н. М. Карамзина.

## Памятник в филателии
- 7 августа 1956 года Министерство связи СССР выпустило почтовый конверт с изображением памятника Н. М. Карамзину (художник М. Лукьянов)[9]
- 5.08.1988 г. Министерство связи СССР выпустило  ХМК. Ульяновск. ПАМЯТНИК КАРАМЗИНУ[10].
- В 2005 году Министерство связи России выпустило ХМК — «Ульяновск. Памятник Н.М. Карамзину. Установлен в 1845 г.»[11].

## Факты
- Объект культурного наследия федерального значения «Памятник Н. М. Карамзину», расположенный по адресу: г. Ульяновск, ул. Спасская (быв. Советская), сквер им. Н. М. Карамзина, находится в собственности Российской Федерации, на основании постановления Верховного Совета Российской Федерации от 27.12.1991 № 3020-1[12]. «Памятник Н. М. Карамзину», расположенный по адресу: г. Ульяновск, ул. Спасская, сквер им. Н. М. Карамзина, является объектом культурного наследия федерального значения на основании постановления Совета Министров РСФСР от 30.08.1960 г. № 1327 «О дальнейшем улучшении дела охраны памятников культуры в РСФСР».Приказом Министерства культуры Российской Федерации от 16.10.2015 № 9892-р данный объект культурного наследия зарегистрирован в едином государственном реестре объектов культурного наследия (памятников истории и культуры) народов Российской Федерации с № 731510246110006[13][14].
- Карамзинский сквер (Сквер имени Н. М. Карамзина) — с 18.12.1995 года является ООПТ УО регионального значения[15].
- В вестибюле Государственного Русского музея есть уменьшенная копия памятника (модель).

## Галерея

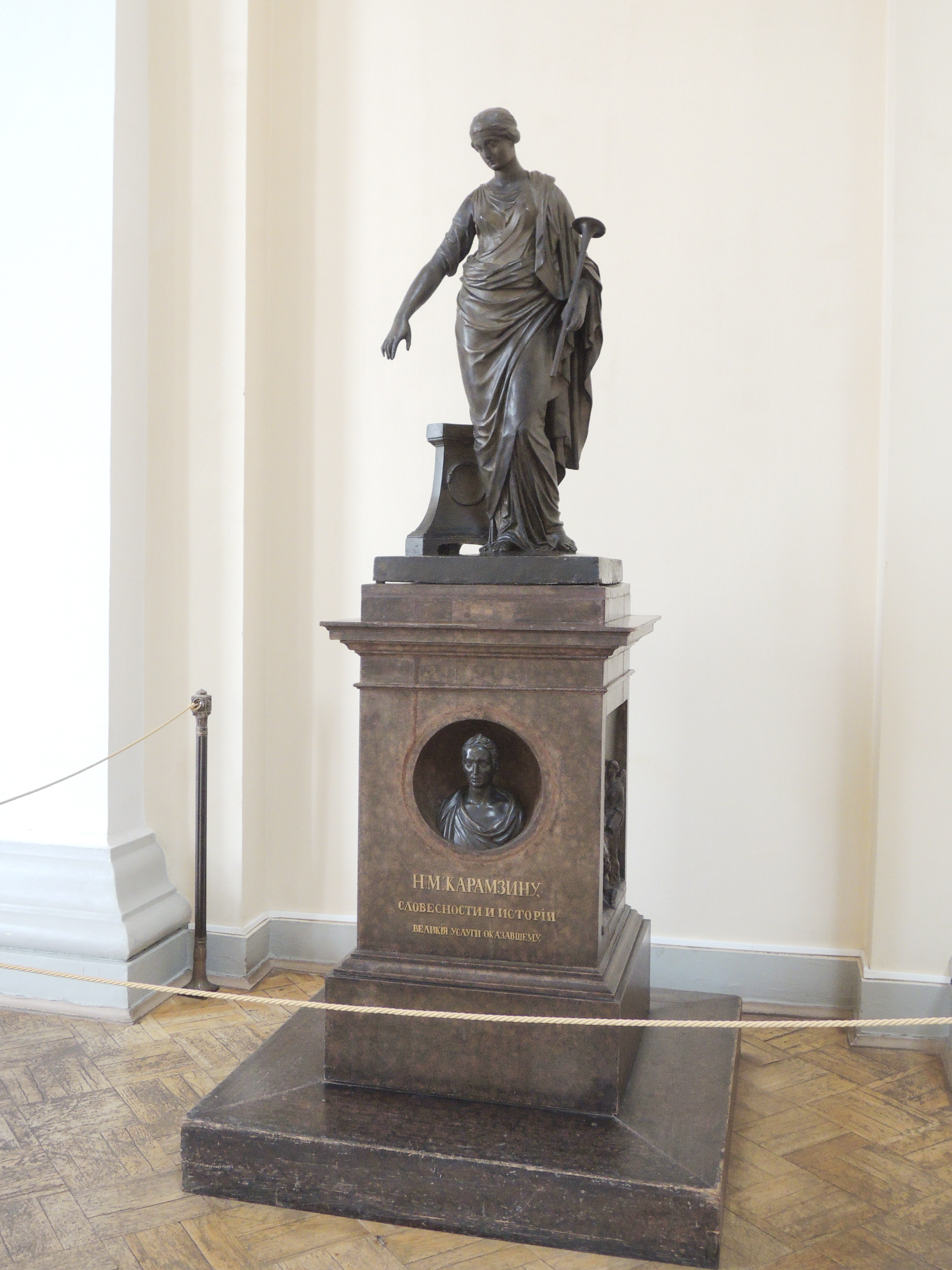
Скульптура (модель) в Верхнем вестибюле Русского музея.
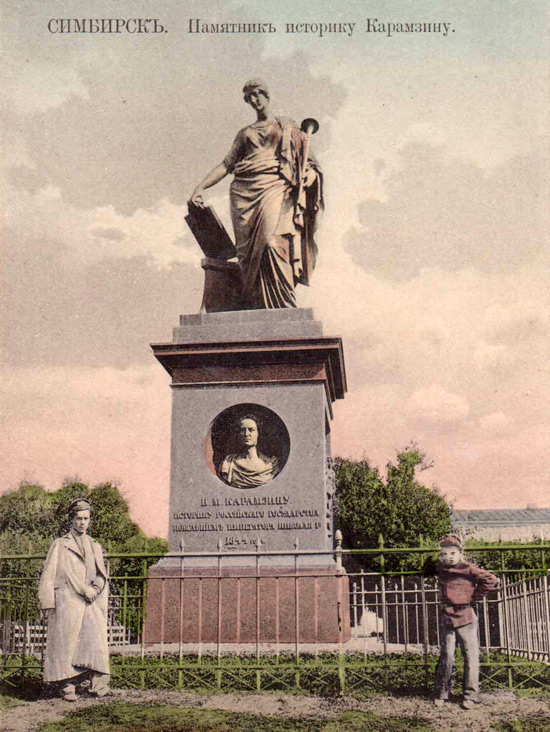
Открытка XIX в.: Памятник Н. М. Карамзину.
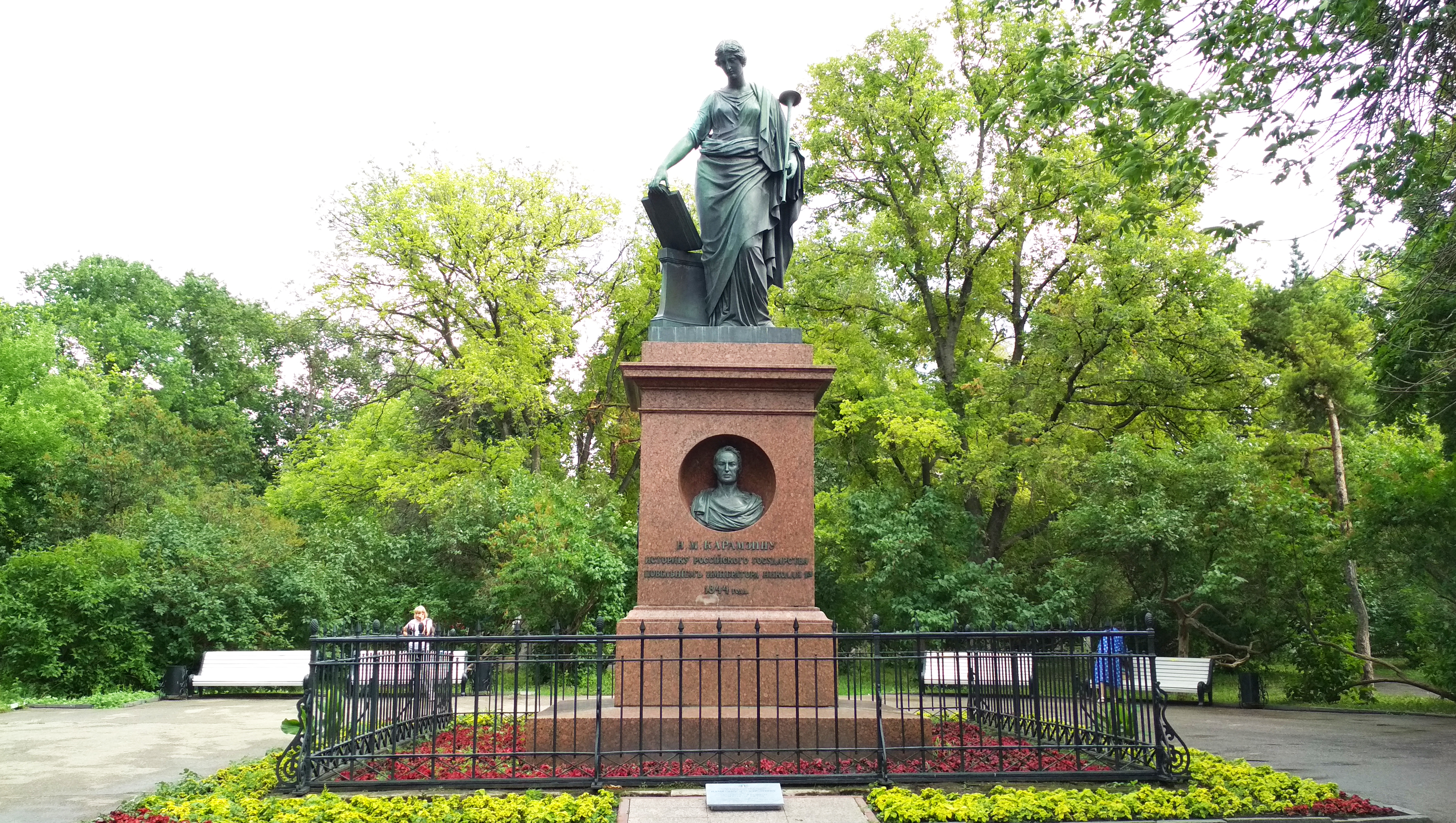
Памятник и сквер.
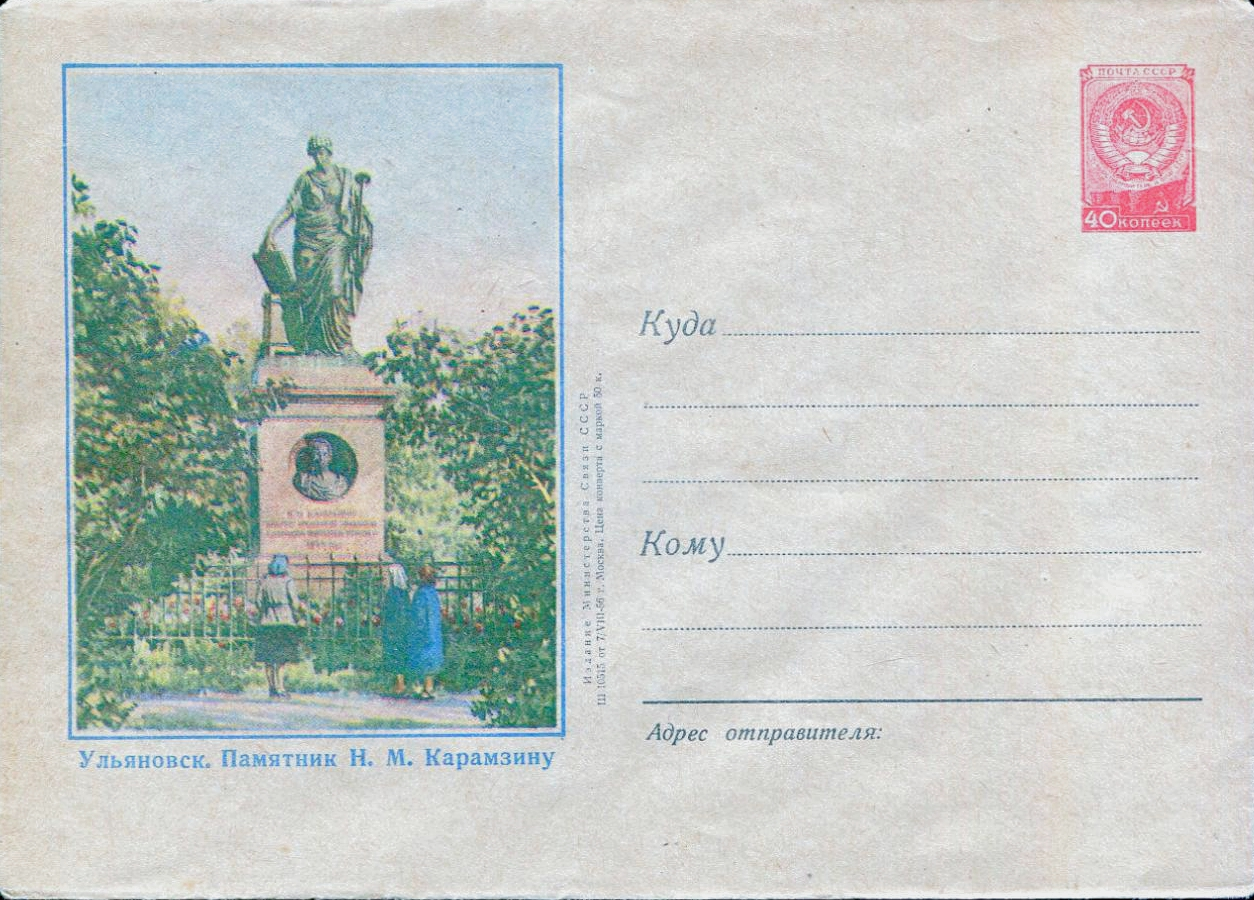
ХМК СССР, 1956 г. Ульяновск. Памятник Н. М. Карамзину.
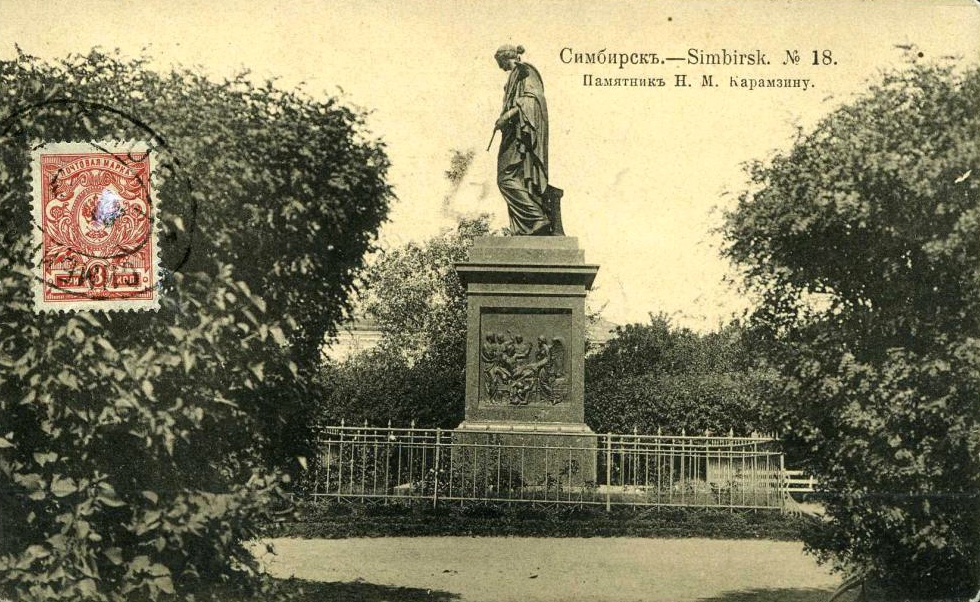
Дореволюционная открытка 1913 года с изображением Памятника Карамзину (Симбирск).
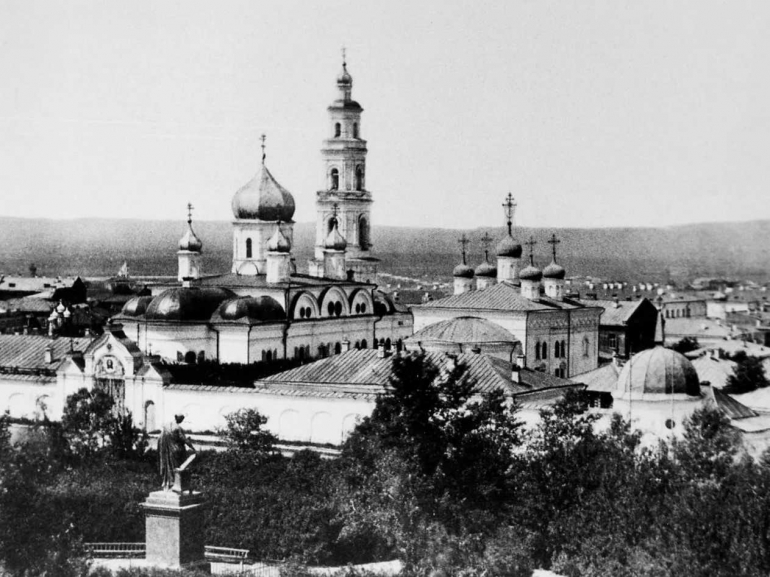
Памятник Карамзину, Карамзинский сквер и Спасский монастырь (фото 1910).
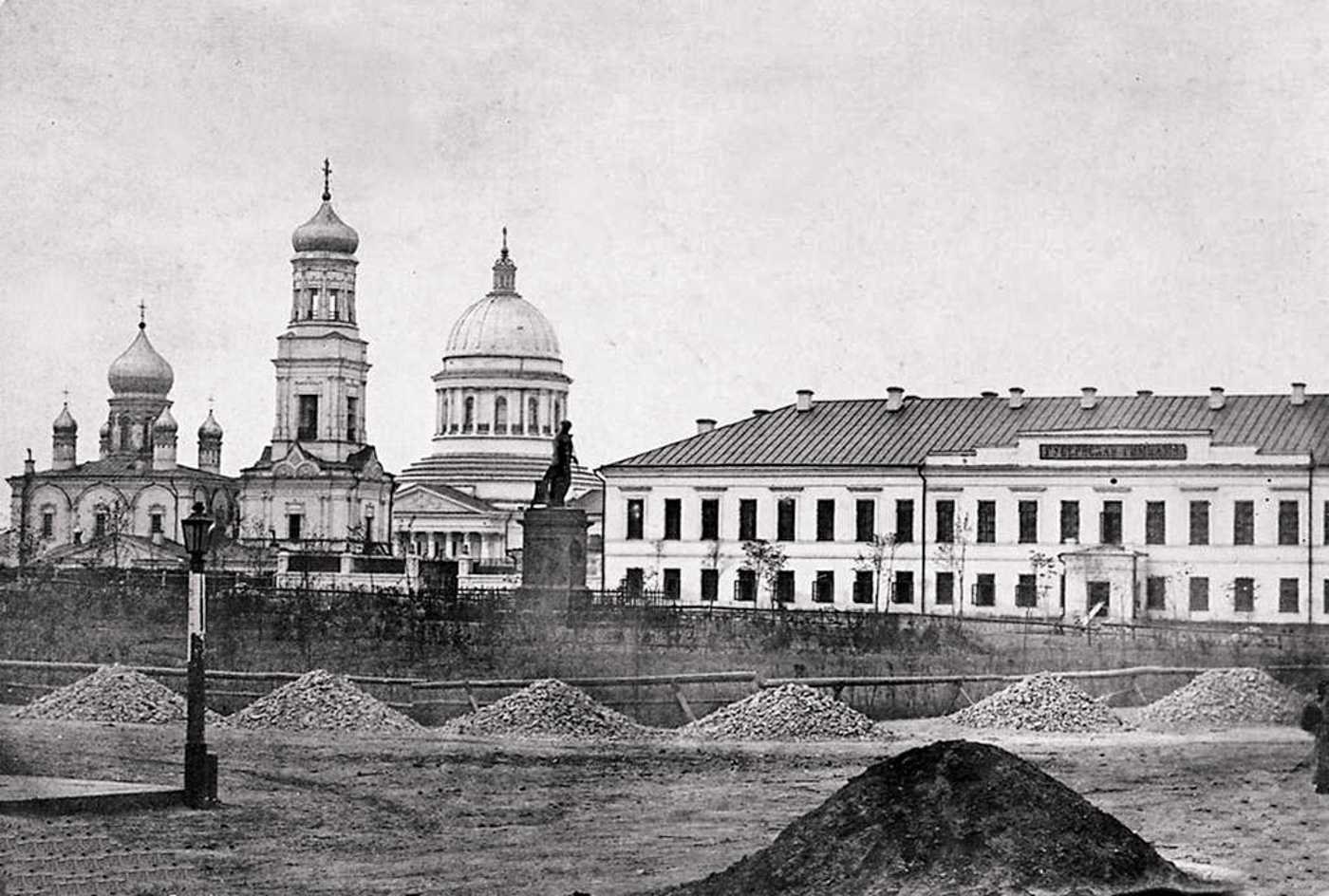
Устройство сквера (1867).
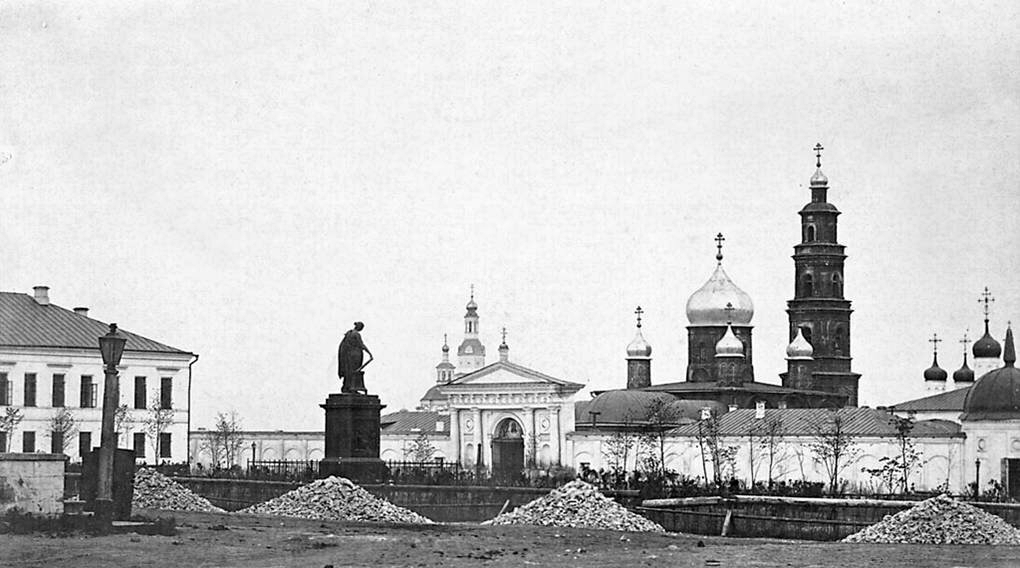
Памятник Карамзину и Спасский женский монастырь (1867).
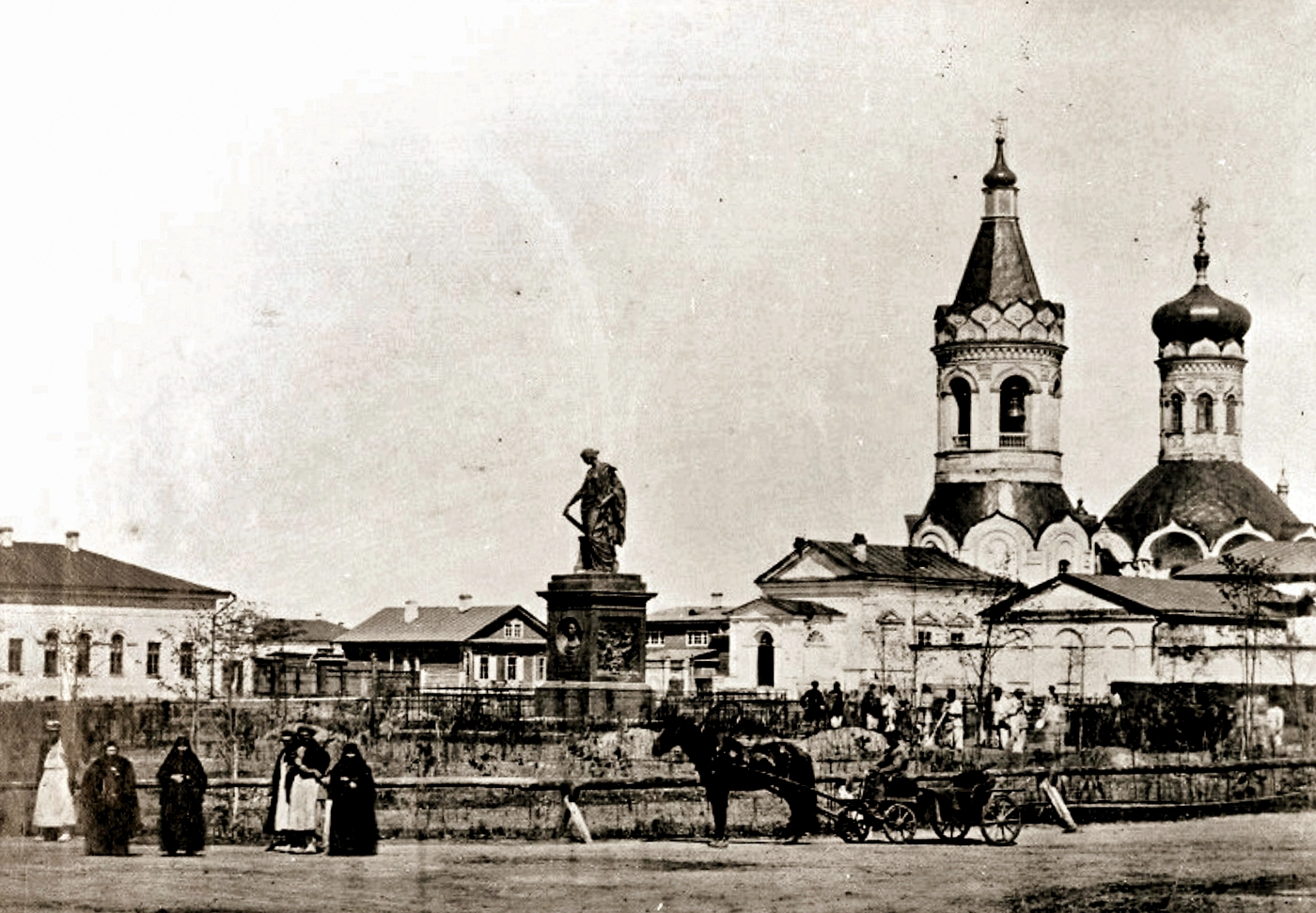
Разбивка Карамзинского сада (1867).